# Amphipyra schrenckii
Amphipyra schrenckii är en fjärilsart som beskrevs av Mengel 1858. Amphipyra schrenckii ingår i släktet Amphipyra och familjen nattflyn. Inga underarter finns listade i Catalogue of Life.